# Bourne shell
För andra betydelser, se Bourne.
Bourne shell (sh), en kommandotolk utvecklad av Stephen Bourne. Bourne shell dök för första gången upp 1977 och då i Unix version 7. En kommandotolk kompatibel med Bourne shell ingår ännu idag i de flesta dialekter av Unix och är den som vanligen används för att tolka skript till exempel relaterade till uppstart av systemet eller av enskilda program.